# Zarka János
Lukafalvi Zarka János (Csomaháza, ma: Meggyeskovácsi része 1805. december 25. – Nagykölked, 1856. október) császári és királyi udvari tanácsos, politikus, ítélőmester, országgyűlési követ.

## Élete
Az ősrégi nemesi származású lukafalvi Zarka család sarja. Apja, lukafalvi Zarka Pál (1781-1832), anyja niczki Niczky Jozefa (1778-1852). Először mint Vas vármegye alispánja szerepelt: 1838.-ban koltai Vidos József mellett alispánná választották meg. 1839-ben ugyanezen vármegyének szabadelvű országgyűlési követe volt. Csakhamar megváltoztatta nézeteit és mint erős konzervatív jelentkezik. Jutalmul Apponyi Antal 1847-ben személynökké tette. Az 1848-iki országgyűlésen az alsó tábla elnöke. A szabadságharc után császári és királyi udvari tanácsos és a legfelsőbb semmítő törvényszéki osztálynak elnöke lett. Ez időben nyerte a Szent István-rend kiskeresztjét.
Országgyűlési beszédei a Naplókban vannak.

## Házassága és gyermeke
Feleségül vette a református felekezetű nagylónyai és vásárosnaményi Lónyay Emiliát (1809-1886), Lónyay Gábor és báró Prónay Piroska lányát. A házasságukból egyetlenegy fiúgyermek született: lukafalvi Zarka Miklós (1837-1909) minisztériumi tanácsos.